# Station Haversin
Station Haversin is een spoorweghalte langs spoorlijn 162 (Namen - Aarlen - Luxemburg) bij de kern Haversin in Serinchamps, een deelgemeente van de Belgische stad Ciney. Het is nu een stopplaats. Het station is ook niet toegankelijk voor rolstoelgebruikers.

## Treindienst
| Serie              | Treinsoort          | Route                                                                                              | Bijzonderheden                                                           |
| ------------------ | ------------------- | -------------------------------------------------------------------------------------------------- | ------------------------------------------------------------------------ |
| L 6150             | L-trein (NMBS)      | Ciney – Haversin – Rochefort-Jemelle                                                               |                                                                          |
| P 7610/8610        | Piekuurtrein (NMBS) | Libramont – Haversin – Ciney                                                                       | Rijdt alleen op werkdagen.                                               |
| P 7620/8620RE 8600 | Piekuurtrein (NMBS) | [ Luxemburg – Virton ] / [ [ Aarlen – Virton – ] / [ Dinant – ] Libramont – [ Haversin – Ciney ] ] | Een rechtstreekse trein Aarlen - Libramont. Een trein Libramont - Ciney. |

## Galerij

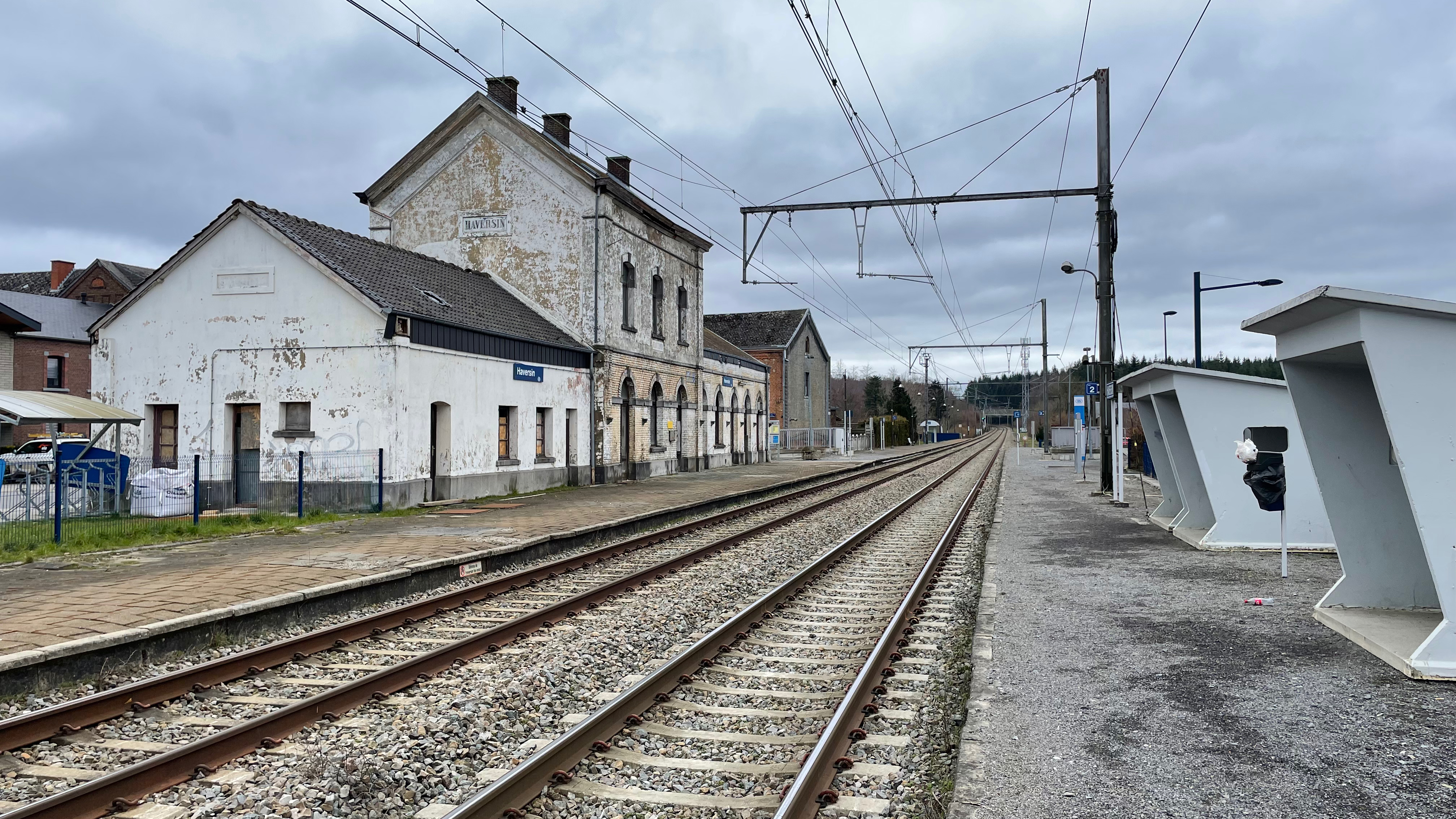
Zicht op het perron
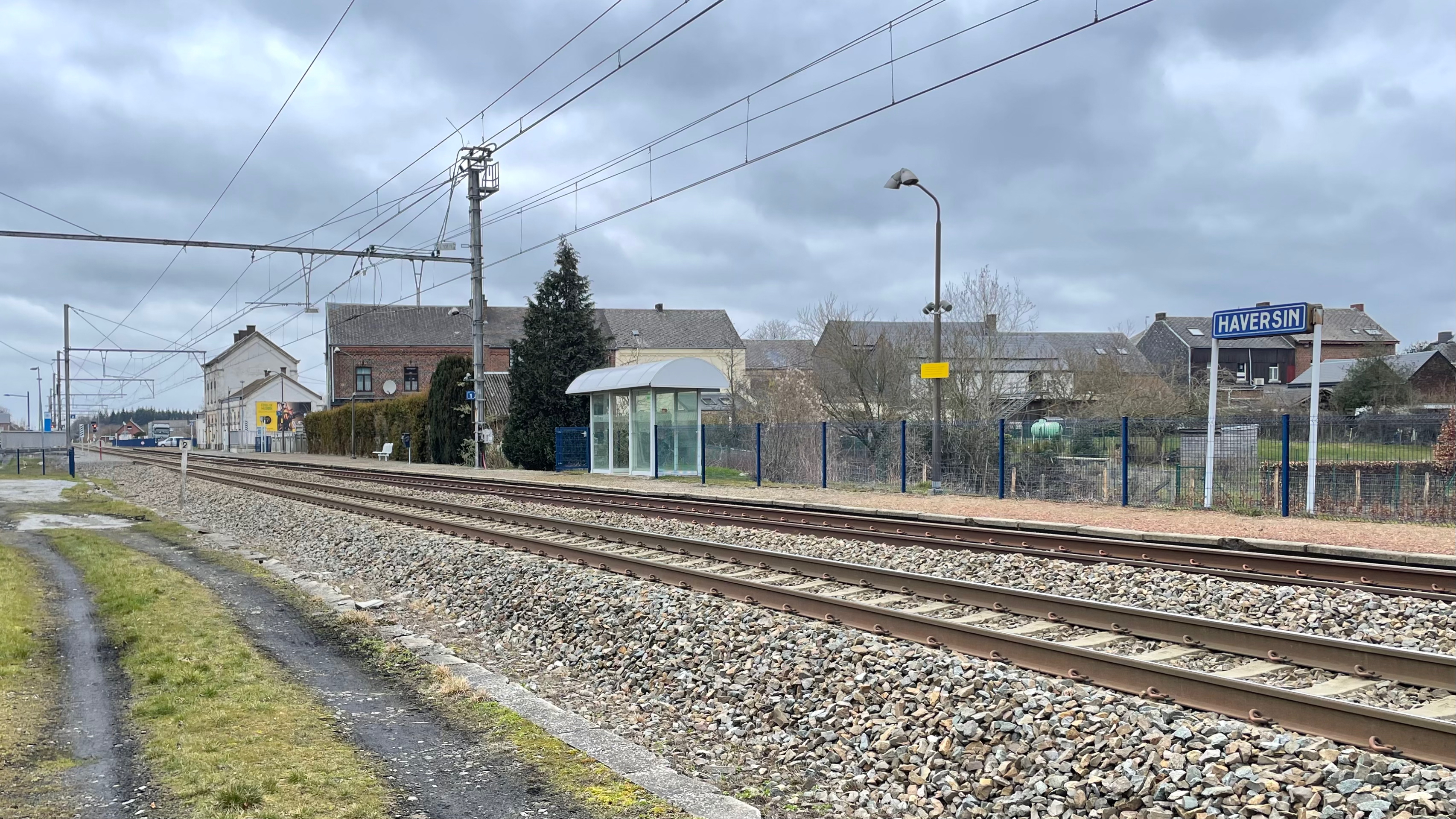
Zicht op de sporen
Stationsgebouw

## Reizigerstellingen
De grafiek en tabel geven het gemiddeld aantal instappende reizigers weer op een week-, zater- en zondag.
| Tabel: aantal instappende reizigers station Haversin | Tabel: aantal instappende reizigers station Haversin | Tabel: aantal instappende reizigers station Haversin | Tabel: aantal instappende reizigers station Haversin |
|                                                      | Weekdag                                              | Zaterdag                                             | Zondag                                               |
| ---------------------------------------------------- | ---------------------------------------------------- | ---------------------------------------------------- | ---------------------------------------------------- |
| 1977                                                 | 154                                                  | 62                                                   | 46                                                   |
| 1978                                                 | 201                                                  | 62                                                   | 57                                                   |
| 1979                                                 | 179                                                  | 62                                                   | 35                                                   |
| 1980                                                 | 161                                                  | 66                                                   | 39                                                   |
| 1981                                                 | 148                                                  | 50                                                   | 30                                                   |
| 1982                                                 | 153                                                  | 30                                                   | 38                                                   |
| 1983                                                 | 138                                                  | 42                                                   | 38                                                   |
| 1984                                                 | 122                                                  | 19                                                   | 33                                                   |
| 1985                                                 | 129                                                  | 24                                                   | 25                                                   |
| 1986                                                 | 107                                                  | 19                                                   | 27                                                   |
| 1987                                                 | 112                                                  | 21                                                   | 23                                                   |
| 1988                                                 | 121                                                  | 27                                                   | 32                                                   |
| 1989                                                 | 117                                                  | 17                                                   | 28                                                   |
| 1990                                                 | 100                                                  | 19                                                   | 33                                                   |
| 1991                                                 | 96                                                   | 27                                                   | 25                                                   |
| 1992                                                 | 98                                                   | 18                                                   | 27                                                   |
| 1993                                                 | 103                                                  | 13                                                   | 9                                                    |
| 1994                                                 | 115                                                  | 10                                                   | 15                                                   |
| 1995                                                 | 99                                                   | 9                                                    | 8                                                    |
| 1996                                                 | 94                                                   | 16                                                   | 12                                                   |
| 1997                                                 | 120                                                  | 5                                                    | 9                                                    |
| 1998                                                 | 111                                                  | 6                                                    | 8                                                    |
| 1999                                                 | 80                                                   | 10                                                   | 8                                                    |
| 2000                                                 | 109                                                  | 8                                                    | 34                                                   |
| 2001                                                 | 115                                                  | 9                                                    | 41                                                   |
| 2002                                                 | 98                                                   | 10                                                   | 8                                                    |
| 2003                                                 | 108                                                  | 22                                                   | 14                                                   |
| 2004                                                 | 99                                                   | 18                                                   | 19                                                   |
| 2005                                                 | 119                                                  | 30                                                   | 16                                                   |
| 2006                                                 | 112                                                  | 16                                                   | 19                                                   |
| 2007                                                 | 104                                                  | 22                                                   | 43                                                   |
| 2008                                                 | -                                                    | -                                                    | -                                                    |
| 2009                                                 | 122                                                  | 25                                                   | 24                                                   |
| 2010                                                 | -                                                    | -                                                    | -                                                    |
| 2011                                                 | -                                                    | -                                                    | -                                                    |
| 2012                                                 | 116                                                  | 18                                                   | 33                                                   |
| 2013                                                 | 155                                                  | 17                                                   | 19                                                   |
| 2014                                                 | 136                                                  | 40                                                   | 40                                                   |
| 2015                                                 | 100                                                  | 28                                                   | 18                                                   |
| 2016                                                 | 103                                                  | 22                                                   | 24                                                   |
| 2017                                                 | 86                                                   | 33                                                   | 44                                                   |
| 2018                                                 | 75                                                   | 19                                                   | 31                                                   |
| 2019                                                 | 90                                                   | 28                                                   | 18                                                   |
| 2020                                                 | 68                                                   | 14                                                   | 13                                                   |
| 2021                                                 | -                                                    | -                                                    | -                                                    |
| 2022                                                 | 143                                                  | 41                                                   | 38                                                   |
| 2023                                                 | 96                                                   | 23                                                   | 24                                                   |
| 2024                                                 | 95                                                   | 34                                                   | 35                                                   |

0,0: Namen ·
2,1: Jambes-Oost ·
5,0: Dave-Saint-Martin ·
7,8: Naninne ·
10,9: Sart-Bernard ·
14,0: Courrière ·
16,7: Assesse ·
18,3: Florée ·
20,5: Natoye ·
26,4: Braibant ·
29,0: Ciney ·
32,0: Leignon ·
32,9: Chapois ·
39,1: Haversin ·
45,8: Hogne ·
48,9: Aye ·
51,2: Marloie ·
57,6: Rochefort-Jemelle ·
60,0: Forrières ·
62,8: Lesterny ·
65,9: Grupont ·
72,1: Mirwart ·
76,2: Poix-Saint-Hubert ·
80,0: Hatrival ·
89,7: Libramont ·
94,8: Verlaine ·
98,5: Neufchâteau ·
100,4: Hamipré ·
105,0: Cousteumont ·
107,1: Lavaux ·
111,1: Mellier ·
114,8: Marbehan ·
115,9: Rulles ·
118,5: Houdemont ·
121,6: Habay ·
125,8: Hachy ·
128,0: Fouches ·
132,7: Stockem ·
134,0: Viville ·
135,8: Aarlen ·
137,6: Weyler ·
140,3: Autelbas ·
142,6: Barnich ·
145,5: Sterpenich